# Святой Матфей и ангел (Рембрандт)
«Святой Матфей и ангел» — картина голландского художника Рембрандта. Картина написана в период Золотого века голландской живописи. Сейчас находится в Лувре.
Эта картина была задокументирована Хофстеде де Гроотом в 1914 году, который написал: 173. Св. Матфей Евангелист. Смит 136; Боде 270; Дют. 102; Вюр. 276; Б.-Дж. 521.
Он сидит за столом с открытой перед ним книгой и задумчиво смотрит вдаль. Он повернут на 3/4 вправо. Его левая рука находится на его нестриженной и запутанной бороде, правая рука с ручкой лежит на книге. Он носит свободную каштаново-коричневую мантию. Ангел с светлыми локонами сзади слева кладет правую руку на правое плечо евангелиста и говорят с ним. Подписано в правом центре: «Рембрандт. 1661»; холст, 38 дюймов на 32 дюйма. Упоминается Восмаером, с. 361, 562; Боде, с. 523, 594; Дютюитом, с. 35; Мишелем, с. 463, 562 [361-2, 434]. Вытравлено Клессенсом в Французском музее, Оортманом в Музее Наполеона, в Филхоле, VIII. 509, и Лэндоном, II. 57. Находится в каталоге Лувра, Париж, 1907, № 2538.

## Галерея
- Святой Матфей, 1661
- Святой Матфей Франса Халса, 1625